# Eudiscoderma thongareeae
Eudiscoderma thongareeae är en fladdermus i familjen storöronfladdermöss som förekommer i Sydostasien. Den är ensam i släktet Eudiscoderma. Artepitet i det vetenskapliga namnet hedrar Siriporn Thongaree. Hon var över en lång tid direktör för naturreservatet där arten upptäcktes.
Arten beskrevs 2015 efter tre exemplar som upptäcktes i en skog i södra Thailand på Malackahalvön nära gränsen till Malaysia. Individerna observerades vilande i ihåliga träd samt i byggnader. De fångades även med slöjnät cirka 2,5 meter över marken.
Avvikande detaljer i tanduppsättningen samt i kraniets konstruktion skiljer Eudiscoderma thongareeae från andra familjemedlemmar. Till exempel är de övre hörntänderna stora men den första premolaren i överkäken saknas. Släktnamnet syftar på de stora hudflikarna (bladet) på näsan som med grundformen liknar en diskus i utseende. På toppen finns en struktur som liknar en nedåtriktad pil. De stora öronen som kännetecknar hela familjen finns även hos denna art.
På grund av de kraftiga tänderna antas att fladdermusen har stora skalbaggar som byten.
Skogens potentiella omvandling till jordbruksmark hotar artens bestånd. IUCN listar Eudiscoderma thongareeae även på grund av det begränsade utbredningsområde som akut hotad (CR).